# Tozeuma pavoninum
Tozeuma pavoninum is een garnalensoort uit de familie van de Hippolytidae. De wetenschappelijke naam van de soort is voor het eerst geldig gepubliceerd in 1863 door Spence Bate.